# Mohammed Benmsayeb
Œuvres principales
- El-hourm ya Rasoul Allah
- Mal hbibi malou
- fi l-mnam ya sayadi
- nari oua korhti
- Ya qalbi khalli al hal yamchi aala halou

Mohammed Benmsayeb ou Mohamed Ben M'sayeb ou Mohamed Ibn M'saib (en arabe : محمد بن مسايب) est un poète algérien du melhoun, né vers la fin du XVIIe siècle  à Tlemcen et mort vers 1768. Il est l'un des plus grands auteurs du hawzi.

## Biographie

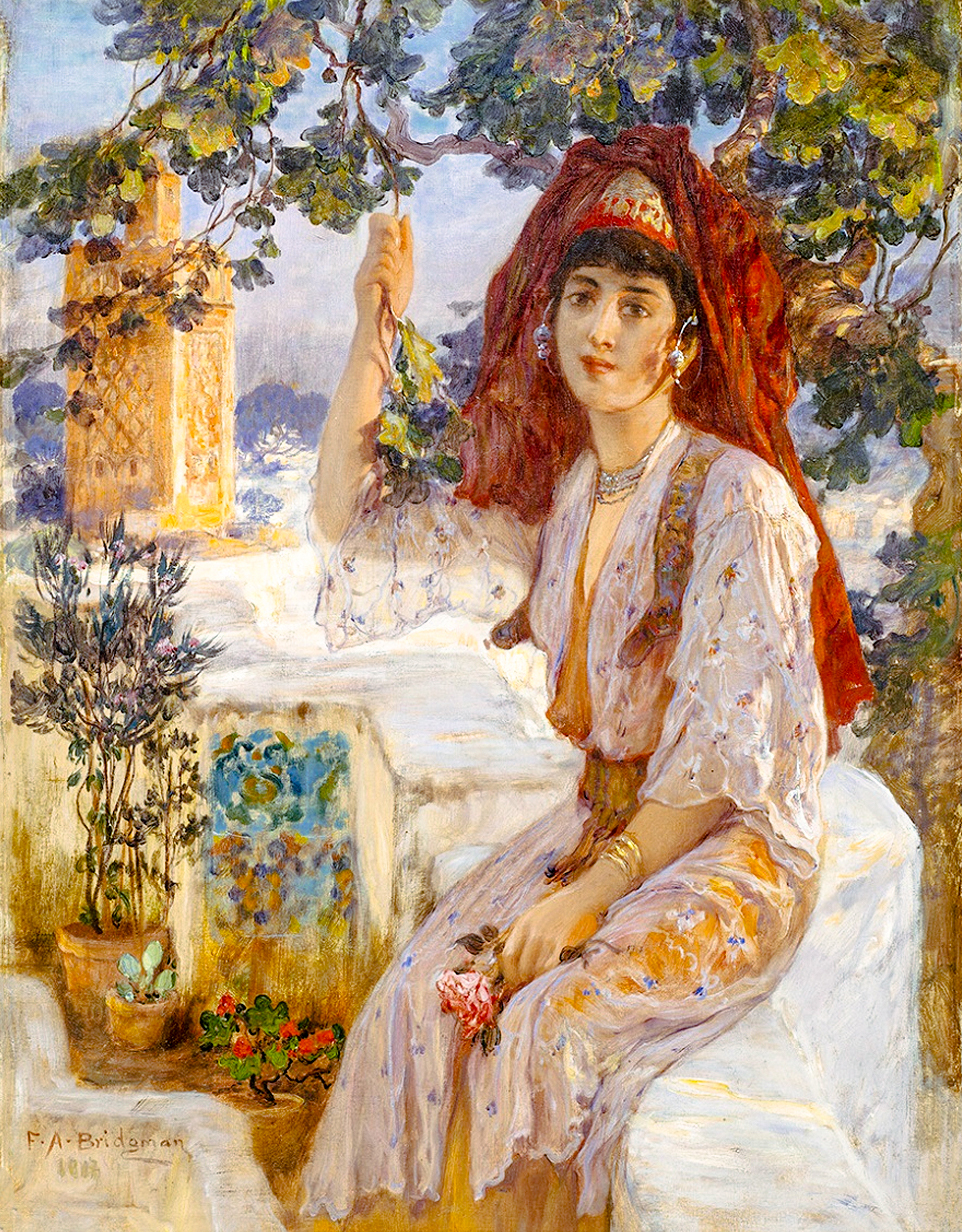
Portrait d'une jeune femme de Tlemcen au début du XIXe siècle.

Mohammed Ben Ahmed Benmsayeb est né vers la fin du XVIIe siècle à Tlemcen ou au début du XVIIIe siècle, dans une famille d'origine andalouse qui avait émigré à Tlemcen.
Enfant, il fréquente l'école coranique. Puis jeune, il exerce le métier de tisserand et, passionné de melhoun, il prend, comme maître, le cheikh Sid el-Khadir ben Mekhlouf. Il tombe ensuite amoureux de la fille de son patron, Aïcha. Il est rejeté pour sa pauvreté, et la famille d'Aïcha le persécute en allant se plaindre aux autorités.
Il devient l'objet d'une grande admiration du public et célèbre au-delà des frontières de son pays, jusqu'au Maroc. Il est victime de la passion de la femme du gouverneur de la ville, le caïd el-Krughli. Celle-ci quitte le foyer conjugal pour venir lui rendre visite au grand scandale de son mari qui met le poète aux arrêts. Il se réfugie au Maroc où il est reçu avec enthousiasme. 
Puis, il se retire du monde, et il part accomplir le pèlerinage à la Mecque. De retour en Algérie, il s'installe dans sa ville natale, et se consacre à la dévotion et aux œuvres de piété jusqu'à sa mort en 1766. Il est inhumé au cimetière de Snoussi et son mausolée devient l'objet de visites pieuses, notamment de la part des femmes souffrant d'une séparation.

## Œuvres
Mohammed Benmsayeb est l'un des grands noms de la poésie du hawzi. Il laisse une œuvre poétique abondante, près de 600 pièces, traitant des thèmes divers, mais surtout des poèmes d'inspiration mystique, où il exprime sa profonde dévotion et son amour infini envers Dieu. Ces pièces, à l'instar des autres poètes populaire du melhoun notamment Boumédiène Bensehla et Ahmed Ben Triki, sont une source d'informations sur les mœurs de l'époque, l'état des mentalités et l'évolution de la langue.
Parmi les pièces les plus connues du domaine « liturgique » : el-hourm ya Rasoul Allah, est une supplique à l'adresse du Prophète, très connue aussi bien en Algérie qu'au Maroc, se chante dans les fêtes de mariage et de circoncision et nedjm ed-doudja, composée dans un arabe dialectal fondu dans le littéral. Mais si les accents mystiques de son aîné Lakhdar Ben Khlouf sont plus strictement « orthodoxes », nombreuses de ses qacidas sont composées en arabe littéraire.
Pendant sa jeunesse, il dédie des pièces d'inspiration amoureuse à Aïcha à l'instar de : Men Aïcha la îcha wa la fi dhanni n'îch rani bel hedjra rachi (« Après Aicha, point de vie/ je ne pense pas pouvoir vivre/je me suis retrouvé seul, abattu »). Parmi les autres morceaux populaires du hawzi : Mal h'bibi malou, El Qalb bat sali oua-l-khater farah, fi l-mnam ya sayadi, yal wahdani et nari oua korhti.
Hostile aux Turcs, il déplore la « décadence » de sa ville, Tlemcen  : qui rivalisait pourtant en richesse et prospérité avec Tunis et où reposent « tous les saints » ; la voilà désormais « vendue à vil prix et passée aux mains des « non-Arabes » (adjem), c'est-à-dire les Turcs. Ce sentiment antiturc, plus ou moins perceptible selon les époques, est aussi ancien que la présence ottomane en Afrique du Nord.
Les poèmes de Benmsayeb exposent des connaissances liées à des domaines variés. Pris de remords après son retour du pèlerinage, il se livre à une entreprise d'épuration de son répertoire poétique. De son corpus, seuls 65 poèmes sont connus de nos jours, dont la moitié a été publiée dans Dîwân Ben Msâyeb par Mohammed Belkhoucha.
Il est également l'un des auteurs locaux de la sanaa-gharnata de Tlemcen, :
- Ya qalbi khalli al hal yamchi aala halou (« Ô mon cœur laisse au temps son cours »), chanté dans la nouba Insiraf Gharib ou inkilab raml al maya
- Fah al-wardou oua al-soussan (Inçiraf rasd-dil, dil, mazmoum)
- Ouahad al ghozayel (Inçiraf dil ou mokhlass moual)
- Saraqa al ghosnou quada mahboubi (Inçiraf h’sin, n'qlâb zidane)
- Billahi ya badri (inçiraf zidane)
- Zarni al-malih wahdou (inçiraf rasd ed-dil, zidane)
- Dir ya nadhîm qâas al-oukar (inçiraf dil, sika, mezmoum)
- Zada al- houbou wajdi (inçiraf h'sin, maya)
- Ma achkou chaqiya (darj raml al-achiya)
- Harimtou bik nouâassi (inçiraf raml al-achiya)
- Ya saki ouaski habibi (n'qlab raml al-maya)
- Ya nâas djarat-li al-gharaïb (inçiraf raml al-maya)
- Baha istibari (inçiraf raml al-maya)
- Kad djoumiâ fi mouâdibi tisou khissal (inçiraf raml al-maya)
- Abqat fi er- riadh al-azhar  (inçiraf rasd ed-dil, maya, mezmoum, raml al maya, maya)

## Exemple d'un poème
Le poème el-werchan exprime un hommage au Prophète de l'Islam, il présente le trajet parcouru par la colombe dépêchée auprès du Prophète depuis Tlemcen jusqu'à la ville de Médine (Taïba). En confiant cette mission à la colombe (el-werchan), le poète lui indique les étapes du parcours sacré qui oriente l'espace global : Tlemcen, Miliana, Alger et Tunis :

« O colombe, dirige-toi vers Taïba et salue Celui qui y demeure!

Je t'envoie depuis la porte de Tlemcen Va dans la protection de Dieu, en toute Sécurité 

Après avoir rendu visite, sans en être obligé Tout vertueux s'y trouvant
 
Rends visite au Pôle des adorateurs, Puis à Essnousî, l'Homme du Tawhid.
 
Ne délaisse aucun maître parmi les Amis de Dieu. Ensemble, c'est un tout compte-les. 

Ne songe point à ta situation d'étranger. Et n'en parle guère, fût-ce à toi-même. 

Traverse, droit au but, le pays Mechre' Et, après une nuitée, de là ne t'essouffle, 

Rends visite à Sidi Hmed benYoussef Et passe la nuit dans la ville de Meliana. 

Lève-toi aussitôt que s'ouvrent les portes. À Alger, en toute gaieté, tu entreras. 

Rends visite à Sidi Abderrahman, de sa bénédiction qu'il nous fasse profit. 

Lève-toi, oiseau, entre à Tunis, Visite El-Baji et BenYounes »

## Postérité

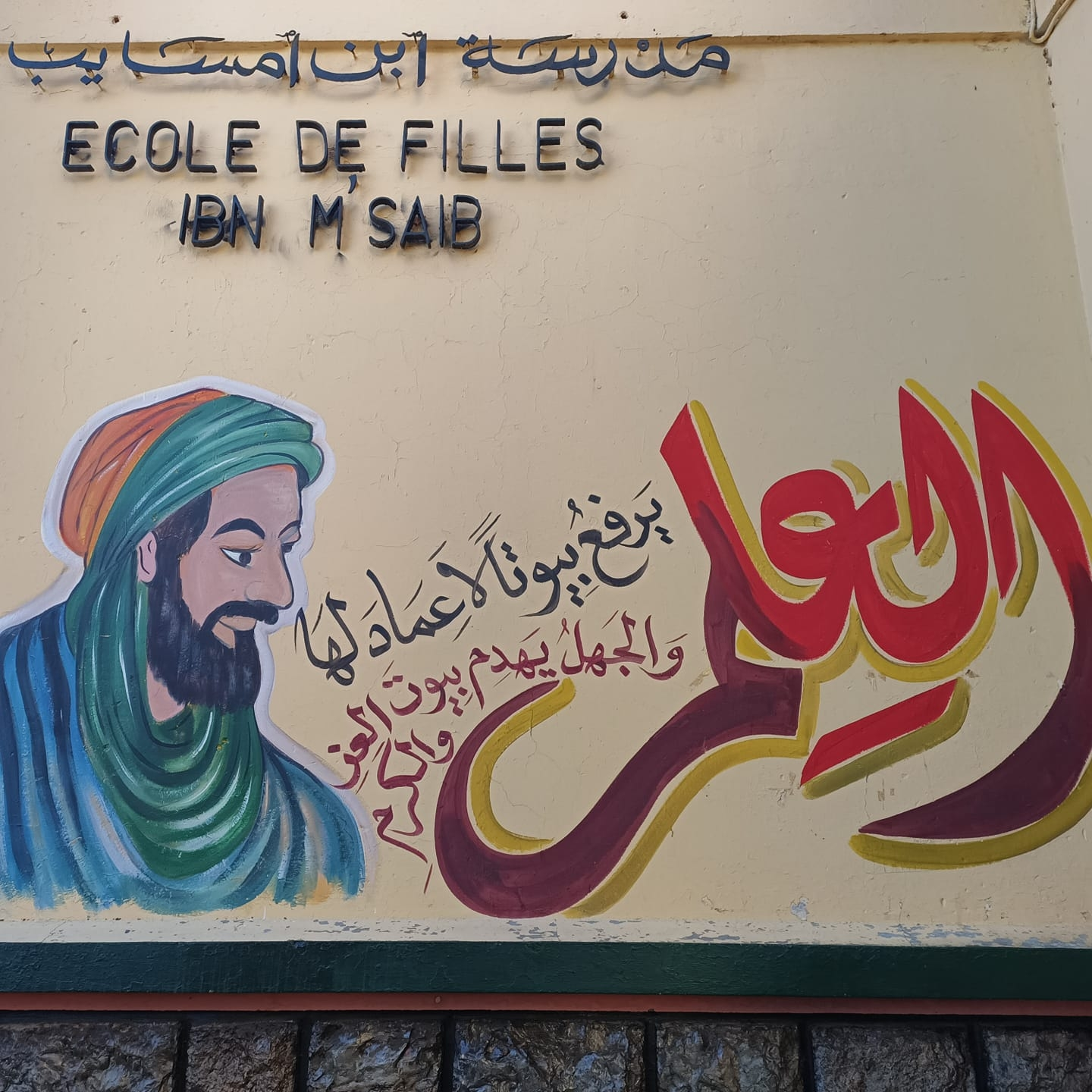
École primaire Ibn M'saib, à Tlemcen[9] (Algérie).

### Discographie
- 1992 : La chanson populaire algérienne 1, avec Mohamed Ben M'sayeb comme Auteur du texte , Club du disque arabe
- 1996 : La chanson populaire algérienne 5, avec Mohamed Ben M'sayeb comme Auteur du texte, Club du disque arabe